# Паранормальне кіно
Паранормальне кіно (англ. Paranormal Movie) — американська комедія 2013 року.

## Сюжет
Коли Ларрі разом зі своєю подружкою Кеті переселяється в новий будинок, він практично відразу ж стає свідком подій, які не можливо пояснити з точки зору звичайної логіки. Бажаючи отримати документальне підтвердження тим містичним явищам, які він регулярно спостерігає навколо себе, Ларрі озброюється відеокамерою і починає прискіпливо фіксувати все, що відбувається. І хоча деколи його записи виглядають лякаюче, куди частіше камера записує кумедні випадки, які трапляються з Ларрі і його дівчиною.

## У ролях
| Актор          | Роль            |
| -------------- | --------------- |
| Кевін П. Фарлі | Ларрі Філлмор   |
| Карлі Крейг    | Кеті Макдональд |
| Ніккі Вілан    | Сінді           |
| Ерік Робертс   | доктор Ліпшиць  |
| Вільям Кетт    | Білл            |
| Том Сайзмор    | Том             |
| Марія Менунос  | доктор Луні     |
| Джон Фарлі     | Джек Гофф       |
| Діп Рой        | Демон           |
| Квінтон Аарон  | Квінтон         |